# Magyar amerikaifutball-válogatott
A magyar amerikaifutball-válogatott Magyarország nemzeti amerikaifutball-válogatottja, melyet a Magyar Amerikai Futball Szövetség irányít.

Válogatott logo

## Története
A csapat 2013-ban tartotta első edzését és keretszűkítését, azonban első mérkőzésükre csupán 2015-ben került sor: bemutatkozó mérkőzését 2015. szeptember 27-én játszotta az Építők Stadionban Csehország válogatottja ellen, első tétmérkőzése az Európa-bajnokság selejtezőmérkőzése volt Szerbia otthonában. 2013 és 2015 között a stáb Lee Hlavka vezetőedző, Kovács István támadó koordinátor és Karim Trabelsi védő koordinátor vezetésével készült.
2016-tól a vezetőedző Grátz Vilmos, a támadó koordinátor Kovács István, míg a védő koordinátor Pacuk László lett. 2016-ban és 2017-ben a csapat 3 hazai barátságos mérkőzést játszott, Lengyelország és Szlovákia ellen győzött, Belgiumtól kikapott a válogatott. 2018 januárjában további 3 évvel meghosszabbították Grátz Vilmos megbízatását, mely így 2020 végéig szól. 2018-ban a MAFSZ szervezésével a magyar, a cseh és a szlovák válogatott körmérkőzéses tornán szerepelt, melyet két győzelemmel meg is nyert.
A Covid-járvány miatt elhúzódó B-csoportos Európa-bajnokságot 2019–2021 között a válogatott Grátz Vilmos irányításával 4 győzelemmel, veretlenül megnyerte, ezzel feljutott az A-csoportba.
A 2022-es A-csoportos Európa-bajnokságot a csapat Dan Pippin edzősége alatt kezdi meg. A csapat az első közben mind a két mérkőzését elveszítette, így 2023-ban, immáron Sződy Ferenc irányítása alatt a 9-12. helyért küzdhettek.

## Mérkőzései
(Az eredmények mindig a magyar válogatott szempontjából szerepelnek.)
| Jelmagyarázat                                      |
| -------------------------------------------------- |
| A magyar válogatott győzelmével végződött mérkőzés |
| Döntetlennel végződött mérkőzés                    |
| A magyar válogatott vereségével végződött mérkőzés |
| (o) – otthon lejátszott mérkőzés                   |
| (i) – idegenben lejátszott mérkőzés                |
| (s) – semleges helyszínen lejátszott mérkőzés      |

| Dátum                | Stadion                             | Ellenfél      | Eredmény                         | Kiírás                           |
| -------------------- | ----------------------------------- | ------------- | -------------------------------- | -------------------------------- |
| 2015. szeptember 27. | Budapest, Építők Stadion (o)        | Csehország    | 7–26 (0–2, 0–17, 7–7, 0–0)       | barátságos                       |
| 2015. október 11.    | Belgrád, Vozsdovac Stadion (i)      | Szerbia       | 0–56 (0–14, 0–21, 0–14, 0–7)     | Európa-bajnoki selejtező         |
| 2016. szeptember 24. | Székesfehérvár, First Field (o)     | Lengyelország | 23–22 (3–3, 0–13, 0–0, 20–6)     | barátságos                       |
| 2016. október 29.    | Székesfehérvár, First Field (o)     | Belgium       | 17–20 (3–0, 0–6, 0–7, 14–7)      | barátságos                       |
| 2017. szeptember 16. | Budapest, Hidegkuti Stadion (o)     | Szlovákia     | 42–3 (0–0, 21–0, 7–0, 14–3)      | barátságos                       |
| 2018. szeptember 23. | Pozsony, Inter Dúbravka stadion (i) | Szlovákia     | 61–0 (30–0, 10–0, 7–0, 14–0)     | Three Nations Cup                |
| 2018. október 14.    | Budapest, Hidegkuti Stadion (o)     | Csehország    | 23–15 (7–7, 10–8, 6–0, 0–0)      | Three Nations Cup                |
| 2019. október 12.    | Budapest, Hidegkuti Stadion (o)     | Spanyolország | 24–7 (14–0, 0–0, 10–0, 0–7)      | IFAF EB B-csoport                |
| 2019. október 26.    | Beringen, Mijnstadion (i)           | Belgium       | 31–7 (3–0, 0–0, 21–7, 7–0)       | IFAF EB B-csoport                |
| 2021. szeptember 12. | Székesfehérvár, First Field (o)     | Izrael        | 44–19 (10–0, 24–7, 3–0, 7–12)    | IFAF EB B-csoport                |
| 2021. november 6.    | Isztambul, Olimpiai Stadion (i)     | Törökország   | 24–20 (0–7, 17–0, 0–10, 7–3)     | IFAF EB B-csoport                |
| 2022. október 23.    | Bécs, Donaufeld Stadion (i)         | Ausztria      | 0–41 (0–7, 0–3, 0–17, 0–14)      | IFAF EB A-csoport Div D          |
| 2022. november 5.    | Budapest, Rugby Center (h)          | Franciaország | 2–9 (0–0, 2–6, 0–0, 0–3)         | IFAF EB A-csoport Div D          |
| 2023. október 29.    | Budapest, Rugby Center (h)          | Csehország    | 30–0 (0–0, 13–0, 10–0, 7–0)      | IFAF EB A-csoport helyosztó 9-10 |
| 2024. október 12.    | Budapest, Rugby Center (h)          | Ausztria      | 3–58 (0–21, 3–10, 0–14, 0–13)    | IFAF EB A-csoport Div A          |
| 2024. október 19.    | Melence, Városi stadion (i)         | Szerbia       | 25–19 (7–14, 0–0, 6–3, 6–2, 6–0) | IFAF EB A-csoport Div A          |
| 2025. augusztus 2.   | Gentofte, Gentofte Sportspark (i)   | Dánia         | 28–30 (7–0, 0–10, 7–7, 14–13)    | IFAF EB A-csoport helyosztó 5-8  |
| 2025. október 25.    | Budapest, Rugby Center (h)          | Svédország    |                                  | IFAF EB A-csoport helyosztó 7-8  |

## Szövetségi kapitányok
|    | Szöv. kap.   | Időszak   | Mérkőzés | Győzelem | Döntetlen | Vereség | Győzelem % |
| -- | ------------ | --------- | -------- | -------- | --------- | ------- | ---------- |
| 1. | Lee Hlavka   | 2013–2015 | 2        | 0        | 0         | 2       | 0.0        |
| 2. | Grátz Vilmos | 2016–2021 | 9        | 8        | 0         | 1       | 88,9       |
| 3. | Dan Pippin   | 2022      | 2        | 0        | 0         | 2       | 0.0        |
| 3. | Sződy Ferenc | 2023–     | 4        | 2        | 0         | 2       | 50,0       |